# Aleuroclava porosus
Aleuroclava porosus es un hemíptero de la familia Aleyrodidae, con una subfamilia: Aleyrodinae. Fue descrita científicamente en 1937 por Priesner & Hosny.